# Economia de Mongòlia

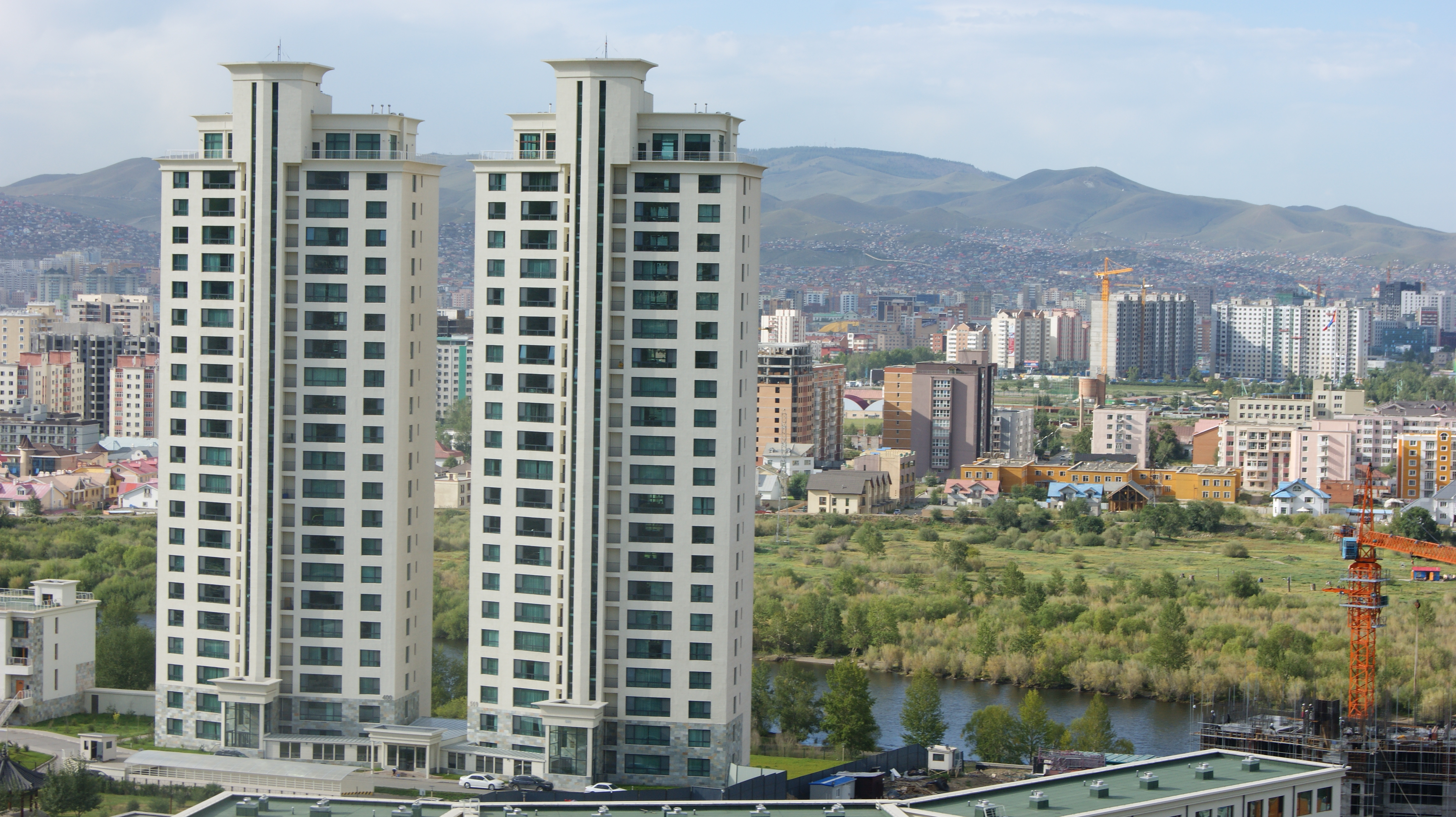
Ulan Bator.

Els vasts dipòsits minerals de Mongòlia i el creixement de la mineria van transformar l'economia del país, que era tradicionalment basada en la ramaderia i en molta menor mesura a l'agricultura. Els jaciments de coure, or, carbó, fluorspar, molibdè, urani, estany, i tungstè, entre d'altres, va atreure inversions estrangeres directes.
L'ajuda soviètica que representava un terç del producte interior brut de Mongòlia va desaparèixer pràcticament immediatament amb el col·lapse de la Unió Soviètica de 1991, per aquest motiu, Mongòlia va sofrir una gran recessió econòmica. El govern democràtic del període 1996-2000 va adoptar l'economia de mercat deixant enrere l'economia socialista d'economia planificada que hi havia a Mongòlia des de la dècada del 1920.
Mongòlia va crear la seva primera borsa l'any 1991 i es va adherir a l'Organització Mundial del Comerç en 1997 i ha buscat participar en els blocs econòmics i comercials de la regió. Entre els anys 2004 i 2008 l'economia va créixer una mitjana anual de 9%. Durant el final de 2008 el país va ser afectat per la recessió mundial, i la seva economia va disminuir un 1.3% el 2009. Entre 2010 i 2013 el país va tornar a créixer una mitjana superior a 10% a l'any.